# Bijeljina
Bijeljina (in serbo Бијељина?) è una città della Bosnia ed Erzegovina nella Repubblica Serba di Bosnia ed Erzegovina situata nella regione di Bijeljina con 114 663 abitanti al censimento 2013.
È la seconda città in ordine di grandezza della repubblica serba dopo Banja Luka e la quinta dell'intera Bosnia ed Erzegovina. Dista 6 chilometri dal confine con la Serbia e 40 chilometri da quello con la Croazia.

## Località
Fanno parte della città le seguenti località: Amajlije, Balatun, Banjica, Batar, Batković, Bijeljina, Bjeloševac, Brijesnica, Brodac Donji, Brodac Gornji, Bukovica Donja, Bukovica Gornja, Crnjelovo Donje, Crnjelovo Gornje, Čađavica Donja, Čađavica Gornja, Čađavica Srednja, Čardačine, Čengić, Ćipirovine, Dazdarevo, Dijelovi, Dragaljevac Donji, Dragaljevac Gornji, Dragaljevac Srednji, Dvorovi, Glavičice, Glavičorak, Glogovac, Gojsovac, Golo Brdo, Hase, Janja, Johovac, Kacevac, Kojčinovac, Kovanluk, Kriva Bara, Ljeljenča, Ljeskovac, Magnojević Donji, Magnojević Gornji, Magnojević Srednji, Međaši, Modran, Novo Naselje, Novo Selo, Obrijež, Ostojićevo, Patkovača, Piperci, Popovi, Pučile, Ruhotina, Suho Polje, Triješnica, Trnjaci, Velika Obarska, Velino Selo e Vršani i Zagoni.

## Sport

### Calcio
La squadra principale della città è il Fudbalski klub Radnik Bijeljina.